# Physorhinodes
Physorhinodes là một chi bọ cánh cứng trong họ 
Elateridae.
Chi này được miêu tả khoa học năm 1970 bởi Cobos.

## Các loài
Chi này có các loài:
- Physorhinodes capeneri Cobos, 1970